# Cyprien Fabre
 (septembre 2012).
Si vous disposez d'ouvrages ou d'articles de référence ou si vous connaissez des sites web de qualité traitant du thème abordé ici, merci de compléter l'article en donnant les références utiles à sa vérifiabilité et en les liant à la section « Notes et références ».
Pour les articles homonymes, voir Fabre.
Cyprien Fabre (né le 16 février 1838 à Marseille et décédé le 8 mars 1896) est un armateur français issu d'une des plus riches familles de négociants de Marseille.

## Biographie
Cyprien Fabre est né à Marseille au sein d'une famille originaire de La Ciotat. Il est le second de six enfants du négociant-armateur César Fabre et de son épouse Élisabeth Long. L'aîné, Augustin, sera médecin. La famille Fabre est liée au commerce de la Méditerranée depuis au moins le XVIIe siècle, et qui prend de l'importance grâce à Augustin Félix Fabre (1772-1850). Cyprien est scolarisé au lycée de Marseille (Lycée Thiers). A seize ans il entre en apprentissage chez son oncle Victor Régis. En 1863, Cyprien devient associé de l'entreprise de son oncle. Deux ans plus tard, il consolide ses relations familiales et d'affaires en épousant Thérèse Régis, fille de Louis Régis, le frère de Victor Régis.
En 1868, la séparation des époux Régis entraîne la dissolution de l'association entre Cyprien et son oncle. Il crée sa propre affaire de commerce et d'armement sous la forme d'une société en commandite nommée Cyprien Fabre & Cie. Fort de son expérience acquise les années plus tôt, il fonde une dizaine de comptoirs de l'embouchure du Niger à celle de la Volta, spécialement à Dahomey, qu'il exploite avec deux voiliers et un premier petit vapeur affrété pour effectuer le transport des oléagineux intéressant l'huilerie et la stéarinerie marseillaises. Les années suivantes voient l'extension de sa flotte et de ses activités à toute la mer Méditerranée, notamment en Algérie et, au-delà de Suez, jusqu'aux Indes et Madagascar. Dès 1868, Cyprien Fabre avait adopté le mode de propulsion à vapeur pour ses navires. Son premier navire à vapeur, un steamer à hélice en fer gréé en trois-mâts goélette nommé Phénicien acheté d'occasion, fut suivi par Gallia, Lutèce, Massilia et Patria acquis en 1873-1874. Le mixte Provincia fut construit sur commande de Cyprien Fabre en 1877 à Sunderland pour assurer la ligne Marseille-Valence-Oran, avant un voyage d'essai en décembre 1879 sur New York qui ne donna pas satisfaction.
En 1881, Cyprien Fabre devient armateur à part entière, scindant ses affaires en deux sociétés dont il assure la gérance : Cyprien Fabre & Cie pour le négoce et, sous forme d'une autre commandite par actions pour l'armement, la Compagnie française de navigation à vapeur Cyprien Fabre & Cie. Celle-ci exploite au départ de Marseille des lignes régulières, desservant la Syrie, l'Algérie (Oran pour les minerais de Benisaf) et l'Espagne ; elle y ajoute bientôt de nouvelles liaisons transatlantiques vers New York, l'Amérique du Sud en 1882, avant la Nouvelle-Orléans en 1887. Le commerce des marchandises s'y combine avec le transport jugé rémunérateur des émigrants, surtout des Italiens. Le développement de cette activité particulière nécessite des navires plus grands et plus nombreux, tel Massilia II, premier paquebot en acier long de 103 mètres emportant 32 passagers de 1re classe et 1300 en entrepont, lancé en 1891. Au retour sur la ligne nord-Atlantique, Cyprien entend organiser le tourisme maritime pour la clientèle américaine désireuse de découvrir le Sud de l'Italie, la Grèce, la Turquie, la Palestine. En 1896, la compagnie exploite dix-sept vapeurs qui comptent parmi les plus belles unités de la flotte marseillaise.
Cyprien Fabre s'affirme comme l'un des plus grands responsables économiques de Marseille. Bien qu'étant administrateur de la Société Générale et de la succursale de la Banque de France, membre du Conseil supérieur du Commerce et de l'Industrie, du Conseil supérieur des Colonies, de celui de l'Enseignement technique, du Comité consultatif des Consulats, il accorde cependant l'essentiel de ses activités extérieures à la Chambre de Commerce. Il y avait été élu à 28 ans, âge minimum réglementaire, en décembre 1866. Son mandat lui est renouvelé jusqu'en février 1877 ou il quitte l'assemblée consulaire. Il est réélu en janvier 1879 entrant au Bureau de la Chambre comme vice-président. Il dirige plusieurs commissions, dont celle de l’École de Commerce, de l’École des Mousses, des Hangars des nouveaux ports.
Deux ans plus tard, le 8 février 1881, il est appelé à la présidence de la Chambre de commerce de Marseille à l’unanimité, moins une voix : la sienne. Il n'a que 43 ans. Durant une décennie, Cyprien Fabre se consacre plus encore aux intérêts marseillais. Son action se manifeste dans la défense des principes de libre-échange et du système des traités de commerce, bien qu'il admette la nécessité de tenir compte de la situation des industries nationales. Fabre inspire la politique outre-mer de la Chambre de Commerce qui intervient auprès du gouvernement français pour obtenir l'annexion du Dahomey, ce qui contribua à l'expansion économique de Marseille en Afrique Noire.
Dix ans plus tard, Cyprien Fabre obtient pour les nouveaux bassins gérés par la Chambre la possibilité d'un « travail libre sur des quais libres ». Il parvient aussi à faire modifier le régime du pilotage par la faculté nouvelles donnée aux capitaines fréquentant régulièrement le port de Marseille d'obtenir après examen le brevet de pilote.
Il appuie aussi la reconnaissance légale des marchés à terme accordée par la loi du 28 mars 1885 et demande en 1889 la liberté complète des ventes publiques des marchandises, sans qu'il soit besoin de la moindre autorisation.
Il s'était montré également un actif promoteur du développement de la navigation intérieure, ne cessant de réclamer la suppression des péages sur les canaux ou l'établissement de raccordement entre les voies navigables et les chemins de fer.
Pour lutter contre le monopole de la Compagnie du Paris-Lyon-Méditerranée et la concurrence des voies ferrées transalpines, il pousse avec son beau-frère Adolphe Guérard, l'ingénieur en chef du port, à l'aménagement du Rhône et à la création d'un canal reliant le fleuve de Marseille, qui seront réalisés plus tard. Dans cette optique, ce président avait pris fermement position en faveur d'une extension des bassins en direction du Nord, qui devait développer également la fonction industrielle de l'agglomération. Cyprien se retire de la présidence de la Chambre en 1891. Distingué par le titre de président honoraire, il demeure cependant le mentor de l'assemblée consulaire.
Chevalier, puis officier de la Légion d'honneur, chevalier de l'ordre de François de Naples, officier du Nicham Iftikar, notable puissant et riche, Cyprien Fabre a la réputation auprès des travailleurs du port d'être un homme de cœur. Malgré ses multiples occupations, il trouve le temps de présider, administrer, ou subventionner plusieurs œuvres de bienfaisance, s'intéressant particulièrement à l'Hôpital de nuit fondée en 1872, au Mont-de-piété, aux hospices de la ville et à la Petite Œuvre consacrée à la formation spirituelle et professionnelle de jeunes filles issues de la classe ouvrière.
Cyprien Fabre occupe avec ses bureaux et ses appartements privés deux immeubles contigus aux 69-71 rue Sylvabelle où il loge sa progéniture, qui aurait dû compter douze enfants sans la disparition parfois précoce de certains d'entre eux. Le patronyme se transforme avec l'incorporation de prénom au nom de famille : Cyprien-Fabre.
La santé de Cyprien s'est sensiblement affaiblie, après une hémiplégie qui le conduit à se retirer sur la Côte d'Azur.
Il meurt à Cannes le 8 mars 1896 à l'âge de 58 ans.
Sa fille, Cécile Cyprien-Fabre, épouse le banquier marseillais Joseph Bonnasse (1877 - 1936).

## La compagnie Fabre après sa mort
Au début du XXe siècle, après sa disparition, Paul Cyprien-Fabre, le fils du fondateur lui succède à la tête de la compagnie maritime désormais connue sous le nom de « Fabre Line ». Il continue l'exploitation des quatre lignes, toutes au départ de Marseille, à destination d'Oran, de New York, de la Syrie et de la Plata, ainsi que l'organisation de voyages spéciaux pour le transport des pêcheurs terre-neuvas de Saint-Malo, des pèlerins musulmans de l'Afrique du Nord vers les lieux saints de l'Islam.
La flotte compte dix-sept navires, les deux derniers paquebots passés sous son pavillon s'appelant Patria et Gallia. Lors des obsèques de Cyprien Fabre au cimetière Saint-Pierre, une gerbe fut particulièrement remarquée avec sa mention : « À notre défenseur » ; c'était celle du Syndicat des ouvriers du port marseillais.
En 1927, les Fabre deviennent majoritaire au sein de la compagnie des Chargeurs Réunis ('Chargeurs').
La « Fabre Line » est finalement renommée Compagnie Générale de Navigation à Vapeur Cyprien Fabre & Cie.
En 1955, Compagnie Générale de Navigation à Vapeur Cyprien Fabre & Cie se tourne vers la Compagnie nationale de navigation de Jean Fraissinet pour former la Compagnie de Navigation Fraissinet et Cyprien Fabre. La crise n'est cependant pas stoppée, et l'entreprise étant de moins en moins rentable se retrouve dissoute en 1979.
Cependant, les descendants de Cyprien Fabre restent présents au sein du comité de direction du groupe Chargeurs qui a, en revanche, totalement abandonné la branche transport maritime.

## Distinctions
- Officier du Nichan Iftikhar
- Officier de la Légion d'honneur

## Sources
- Armements marseillais - Compagnies de navigation et navires à vapeur (1831-1988), Paul Bois
- L'Art d'entreprendre, CCIMP